# Бюргендю ПМК
Бюргендю ПМК (кирг. Бүргөндү ПМК) — село в Кадамжайском районе Баткенской области Кыргызстана. Входит в состав айылного аймака Молдо Нияз.

## География
Село расположено в восточной части области, к северу от Сох-Шахимарданского канала, вблизи государственной границы с Узбекистаном, на расстоянии приблизительно 43 километров (по прямой) к северо-западу от города Кадамжай, административного центра района.

## Население
Согласно оценочным данным Национального статистического комитета Кыргызской Республики, численность населения села на начало 2023 года составляла 186 человек.
| год     | 2009 | 2014 | 2015 | 2020 | 2021 | 2023 |
| ------- | ---- | ---- | ---- | ---- | ---- | ---- |
| человек | 706  | 597  | 137  | 166  | 169  | 186  |